# Cladochaeta vomica
Cladochaeta vomica är en tvåvingeart som beskrevs av David Grimaldi och Nguyen 1999. Cladochaeta vomica ingår i släktet Cladochaeta och familjen daggflugor.
Artens utbredningsområde är Costa Rica. Inga underarter finns listade i Catalogue of Life.